# Польская кухня (книга)
Kuchnia polska — самая популярная польская кулинарная книга. Первое издание вышло в 1954 году в издании Государственного экономического издательства. Во времена ПНР была одной из двух наиболее популярных книг, наряду с Kucharz gastronom, предназначенных для предприятий общественного питания. К 2020 году книга выдержала 47 переизданий.
Содержание Kuchnia polska составляют сведения о принципах рационального питания, правилах приема пищи, поведения за столом и диетического питания, а также обширный сборник рецептов. Книга была создана при участии сотрудников Института пищевых продуктов и питания.